# 1014
1014 (MXIV) var ett normalår som började en fredag i den julianska kalendern.

## Händelser

### Februari
- 3 februari – Vid Sven Tveskäggs död återvänder Ethelred den villrådige till England och återtar den engelska kronan. Harald II efterträder Sven som kung av Danmark och Norge och återvänder dit. Makten i Norge innehas dock av kungens ställföreträdare, ladejarlarna Sven Håkonsson och Håkon Eriksson.
- 14 februari – Påven Benedictus VIII erkänner Henrik av Bayern som tysk-romersk kejsare.[1]

### April
- 23 april – Den irländske storkonungen Brian Borus styrkor besegrar åtskilliga allierade vikingastyrkor i slaget vid Clontarf.[1] Brian Boru stupar dock själv i slaget och därmed kan Máel Sechnaill mac Domnaill (som han avsatte som storkonung 1002) återkomma som irländsk storkonung.

### Juli
- 29 juli – Basileios II tillfogar den bulgariska armén ett svidande nederlag i slaget vid Kleidion. Hans påföljande brutala behandling av 14 000 krigsfångar sägs ha lett till att den bulgariske tsaren Samuil ska ha dött av chock och Basileios II ska ha fått öknamnet Voulgaroktonos (Bulgardråparen).

### Okänt datum
- Avicenna anländer till Amir Majd al-Dawlas hov i Jabal.
- Holmgång förbjuds i Norge.

## Födda
- Al-Bakri, geograf och historiker.
- Constance, prinsessa av Frankrike.
- Adelaide av Susa, regerande markisinna av Susa, Ivrea, Auriate, Aosta och Turin från 1034 till 1091.

## Avlidna
- 3 februari – Sven Tveskägg, kung av Danmark sedan 985 eller 986, av Norge 985 eller 986–995 och sedan 1000 samt av England sedan 1013.
- 23 april – Brian Boru, storkonung av Irland sedan 1002 (stupad i slaget vid Clontarf).[1]
- Cholachola, indisk kung.

### Fotnoter
1. 1 2 3  ”Chronology of World History”. Arkiverad från originalet den 12 oktober 2011. https://www.webcitation.org/62NLU2AIL?url=http://www.islandnet.com/~KPOLSSON/worldhis/wor1000.htm. Läst 18 juli 2011.